# 포항흥해공업고등학교
포항흥해공업고등학교(浦項興海工業高等學校)는 대한민국 경상북도 포항시 북구 흥해읍 옥성리에 있는 공립 고등학교이다.

## 학교 연혁
- 1976년 12월 28일 : 흥해고등학교 설립 인가 (전 9학급)
- 1977년 3월 1일 : 초대 장원식 교장 취임
- 1977년 10월 24일 : 개교식 거행
- 1981년 10월 6일 : 학칙변경 18학급 인가(각 학년 6학급)
- 1991년 11월 13일 : 기계관 준공, 전자관 준공
- 1993년 3월 1일 : 흥해공업고등학교로 교명 변경
- 1993년 10월 15일 : 본관 4층 (6실) 준공
- 1995년 6월 2일 : 교사 신관 2층 (9실) 준공
- 2010년 6월 10일 : 전기관 재건축
- 2011년 6월 27일 : 학칙변경 학과 폴리메카닉스과, 전기에너지과, IT융합전자과, 자동화시스템과 / 학급정원 학급당 30명
- 2011년 9월 19일 : 경상북도교육청 지원형 특성화고 선정(분야 IT융복합 및 자동화)
- 2016년 3월 1일 : 포항흥해공업고등학교로 교명 변경
- 2021년 3월 2일 : 학과 재구조화(스마트메카닉스, 스마트전기, 스마트전자)
- 2021년 9월 1일 : 제17대 최영호 교장 취임
- 2023년 1월 4일 : 제44회 졸업식(졸업생 155명, 총 졸업생 수 14,013명)
- 2023년 3월 2일 : 2023학년도 신입생 195명 입학(폴리메카닉스과 42명, 스마트메카닉스 41명, 스마트전기과 66명, 스마트전자과 46명)

## 설치 학과
- 스마트전자과
- 폴리메카닉스과
- 스마트전기과
- 스마트메카닉스과

## 참고 자료
- 포항흥해공업고등학교 - 한국교육학술정보원 학교알리미